# Carro do ovo
Carro do ovo é um tipo de empreendedorismo, caraterizado pela venda ambulante de grande quantidade de ovos a preços baixos em bairros populares através de um carro, muitas vezes do tipo Kombi, munido de alto-falante.

## Características
Ao mesmo tempo que se anunciam os ovos com slogans como "Atenção, dona de casa. É o carro dos ovos, que vai passando na sua rua [...]", os alto-falantes passam músicas populares, música gospel e até cacarejos de galinhas, podendo ser adaptada em função do público alvo. Em alguns casos a mensagem publicitária é ela mesma cantada, se aproximando de um formato jingle. Em 2005, em Curitiba, por exemplo, foi coletada a seguinte frase num carro do ovo que passava por bairros da cidade: "Trinta ovos, trinta ovos só paga três reais. É o carro do ovo que está passando freguesia [...]", e a frase se repete.
Em 2020, durante a pandemia de COVID-19 no Brasil, este tipo de empreendedorismo tornou-se muito popular, inicialmente devido às demissões causadas pela pandemia, encontrando terreno muito favorável devido à alta no preço da carne, levando a um maior consumo de ovos. Alguns vendedores articularam as vendas através de grupos de WhatsApp que chegavam aos 2000 clientes, recorrendo também a um sistema de cartão-fidelidade. O pagamento incluía desde moeda corrente, à transferência por Pix.
No Quilombo do Orobu, na região de Cajazeiras, em Salvador da Bahia, o caráter popular e facilmente reconhecido pela comunidade do carro do ovo foi usado para anunciar o equipamento de proteção individual contra a Covid-19,  fazendo parte da estratégia de contenção da doença, com mensagens como "o Covid veio da China. Use máscara e venha pegar o ovo!". A estratégia colocou a questão da necessidade de interagir com a comunidade, quando está em causa a promoção do distanciamento social como forma de combate contra o Covid-19. O pensamento de que esse distanciamento impediria o acesso aos bens alimentares, como os ovos, gerou um conflito que amparou o risco a que se submeteu a comunidade, ao sair de casa.

Em dezembro de 2020, o grupo Aparelhamento, um coletivo de São Paulo nascido em 2016, colocou nas ruas da cidade uma van vendendo ovos oriundos de galinhas livres de cativeiro, 30 unidades por 10 reais, com o objetivo não de gerar lucro, mas sim incentivar o debate através de perguntas de cunho político e relevância nacional, como "O carro do ovo quer saber: por que Queiroz estava escondido na casa do advogado da família Bolsonaro?". Os questionamentos eram emitidos pelo sistema de som da van, surpreendendo, alegrando e revoltando o trânsito paulista, e gerando repercussões nas redes sociais. A própria venda do ovo era parte da mensagem, sendo vendido por um preço inferior ao comprado, com a característica de provirem de galinhas em liberdade. Além disso, os ovos eram cozidos e distribuídos gratuitamente para moradores de rua pelo mesmo carro. A palavra tinha, também ela, a sua função, brincando com a semelhança do "o ovo quer saber", mote utilizado como introdução das perguntas feitas pelo megafone, com a palavra de ordem, "o povo quer saber".

## Leituras adicionais
- «Carro do ovo vira alternativa de renda». TV Brasil. 2 de julho de 2021. Consultado em 19 de agosto de 2021
- «De ícone religioso, ovo vira símbolo da crise alimentar durante a pandemia». UOL TAB. Consultado em 19 de agosto de 2021
- Faustini, Marcus (22 de agosto de 2017). «O carro do ovo». O Globo. Consultado em 19 de agosto de 2021